# Bezvučni alveolo-palatalni frikativ
Bezvučni alveolo-palatalni frikativ glas je koji postoji u nekim jezicima, a u međunarodnoj fonetskoj abecedi za nj se rabi simbol [ɕ].
U hrvatskome standardnom jeziku pojavljuje se kao alofon glasa [ʃ] pred glasom [t͡ɕ] (primjerice, lišće [liɕt͡ɕe]).
Glas se pojavljuje u nekim dijalektima engeskoga, u guaraniju, poljskom, ruskom i drugim jezicima.
Karakteristike su:
- po načinu tvorbe jest frikativ
- po mjestu tvorbe jest alveolo-palatalni suglasnik
- po zvučnosti jest bezvučan.